# Gmina Superior (Iowa)

Położenie Gminy Superior w hrabstwie Dickinson

Gmina Superior (ang. Superior Township) – gmina w USA, w stanie Iowa, w hrabstwie Dickinson. Według danych z 2000 roku gmina miała 300 mieszkańców, a jej powierzchnia wynosi 74,2 km².